# Стер
Стер (греч. στερεό — объёмный) — не употребляющееся в настоящее время название кубического метра, обозначение st. Эта единица измерения была введена вместе с другими единицами метрической системы в республиканской Франции законом от 7 апреля 1795 года и была одной из пяти основных единиц (наряду с метром, аром, литром и граммом). Употреблялись также кратные и дольные единицы, например декастер (10 стеров), мириастер (10 000 стеров). Стер применялся до начала XX века. Так, в России он был узаконен Положением о мерах и весах от 27 июня 1916 года вместе с другими метрическими единицами.